# Ekstraklasa 2011-12
La Ekstraklasa 2011-12, más conocida por motivos de patrocinio como T-Mobile Ekstraklasa, fue la temporada número 78 del torneo de fútbol de la primera división de Polonia o Ekstraklasa.

## Sistema de competición
Los 16 clubes que integran la Orange Ekstraklasa se enfrentan todos contra todos en dos ocasiones (una en campo propio y otra en campo contrario), siguiendo un calendario previamente establecido por sorteo. En total, cada equipo disputa 30 partidos.
El campeón de liga obtiene la clasificación para la segunda ronda clasificatoria de la próxima edición de la Liga de Campeones de la UEFA. El subcampeón y el tercero de liga acceden la próxima temporada a la segunda ronda clasificatoria de la Liga Europea de la UEFA 2012-13. Los dos últimos clasificados de la Ekstraklasa al término de la temporada son descendidos a la I Liga Polaca (segunda categoría), siendo reemplazados por los dos primeros clasificados de esta categoría.

## Ascensos y descensos
Arka Gdynia y Polonia Bytom terminaron en los puestos 15 y 16, respectivamente la pasada temporada, y fueron directamente relegados a la Primera Liga Polaca.
Los dos ascensos a la Ekstraklasa fueron para el campeón de la I Liga Polaca el ŁKS Łódź, que regresó a la primera división tras dos años, después de ser relegado en la temporada 2008-09. El segundo ascenso fue para el Podbeskidzie Bielsko-Biała que hizo su debut en la máxima categoría del fútbol polaco.
| Pos. | Descendidos de la Ekstraklasa 2010/11 |
| ---- | ------------------------------------- |
| 15º  | Arka Gdynia                           |
| 16º  | Polonia Bytom                         |

| Pos. | Ascendidos de la I Liga 2010/11 |
| ---- | ------------------------------- |
| 1º   | ŁKS Łódź                        |
| 2º   | Podbeskidzie Bielsko-Biała      |

## Clasificación final
|                 |     | Equipo                      | PJ | PG | PE | PP | GF | GC | DG  | PTS |
| --------------- | --- | --------------------------- | -- | -- | -- | -- | -- | -- | --- | --- |
| Clasificó a UCL | 1.  | Śląsk Wrocław               | 30 | 17 | 5  | 8  | 47 | 31 | +16 | 56  |
|                 | 2.  | Ruch Chorzów                | 30 | 16 | 7  | 7  | 44 | 28 | +16 | 55  |
|                 | 3.  | Legia Varsovia              | 30 | 15 | 8  | 7  | 42 | 17 | +25 | 53  |
|                 | 4.  | Lech Poznań                 | 30 | 15 | 7  | 8  | 42 | 22 | +20 | 52  |
|                 | 5.  | Korona Kielce               | 30 | 13 | 9  | 8  | 34 | 29 | + 5 | 48  |
|                 | 6.  | Polonia Varsovia            | 30 | 13 | 6  | 11 | 33 | 32 | + 1 | 45  |
|                 | 7.  | Wisła Cracovia              | 30 | 12 | 7  | 11 | 29 | 25 | + 4 | 43  |
|                 | 8.  | Górnik Zabrze               | 30 | 11 | 9  | 10 | 36 | 30 | + 6 | 42  |
|                 | 9.  | Zagłębie Lubin              | 30 | 11 | 7  | 12 | 36 | 42 | − 6 | 40  |
|                 | 10. | Jagiellonia Białystok       | 30 | 11 | 6  | 13 | 35 | 45 | −10 | 39  |
|                 | 11. | Widzew Łódź                 | 30 | 9  | 12 | 9  | 25 | 26 | − 1 | 39  |
|                 | 12. | Podbeskidzie Bielsko-B. (A) | 30 | 9  | 8  | 13 | 26 | 39 | −13 | 35  |
|                 | 13. | Lechia Gdańsk               | 30 | 7  | 10 | 13 | 21 | 30 | − 9 | 31  |
|                 | 14. | GKS Bełchatów               | 30 | 7  | 10 | 13 | 34 | 36 | − 2 | 31  |
|                 | 15. | ŁKS Łódź (A)                | 30 | 5  | 9  | 16 | 23 | 53 | −30 | 24  |
|                 | 16. | KS Cracovia                 | 30 | 4  | 10 | 16 | 20 | 41 | −21 | 22  |

- (A) : Ascendido la temporada anterior.

|  | Campeón y clasificado a Liga de Campeones de la UEFA 2012-13. |
|  | Clasificado a Liga Europea de la UEFA 2012-13.                |
|  | Desciende a I Liga Polaca.                                    |

## Goleadores
Fuente: onet.pl
22 goles

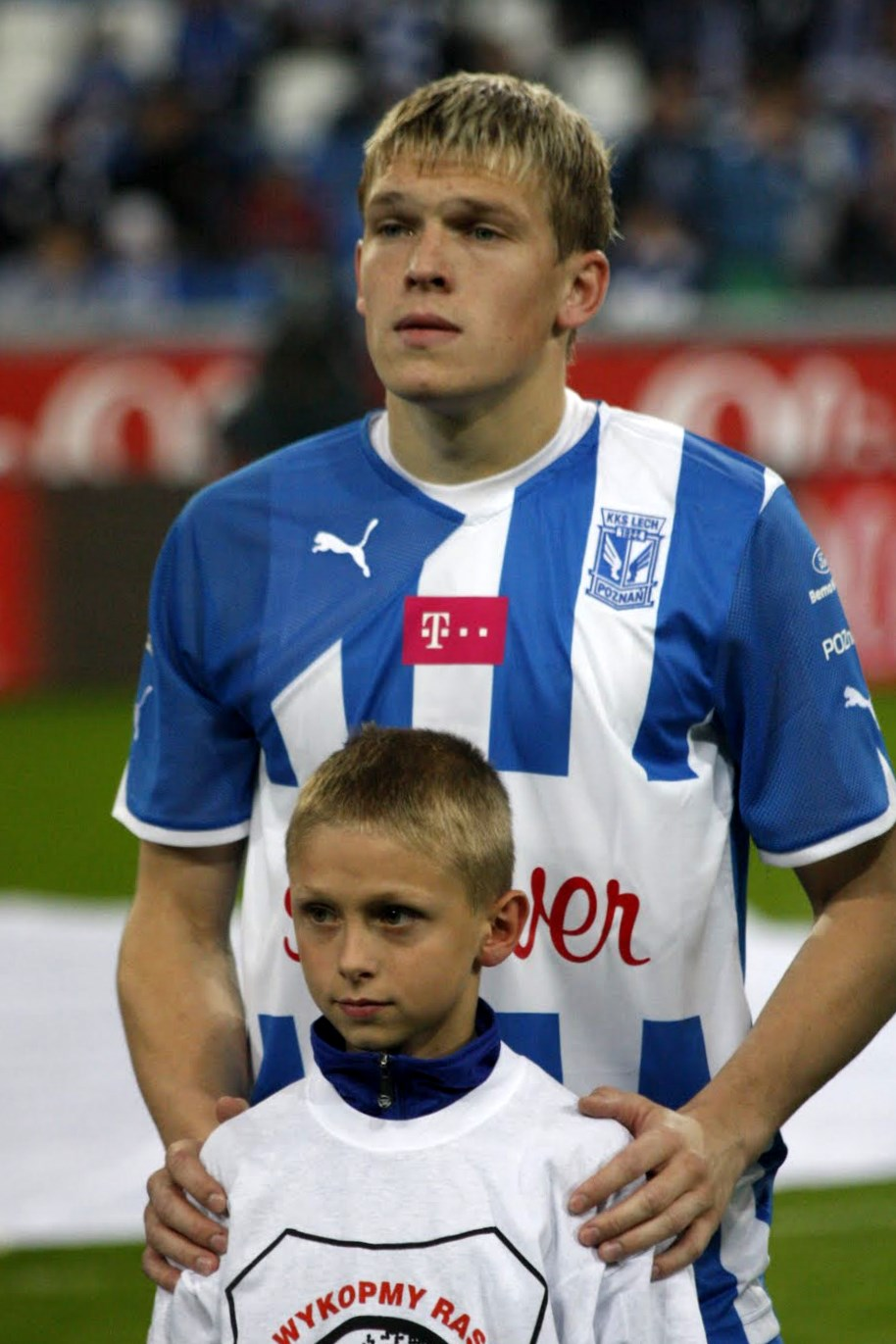
Artjoms Rudņevs

- Artjoms Rudņevs (Lech Poznań)

15 goles
- Tomasz Frankowski (Jagiellonia Białystok)

12 goles
- Arkadiusz Piech (Ruch Chorzów)

11 goles
- Dudu Biton (Wisła Cracovia)
- Edgar Çani (Polonia Varsovia)
- Danijel Ljuboja (Legia Varsovia)

9 goles
- Prejuce Nakoulma (Górnik Zabrze)

8 goles
- Maciej Jankowski (Ruch Chorzów)
- Szymon Pawłowski (Zagłębie Lubin)

## Enlaces
- soccerway.com - poland ekstraklasa 2011-12
- Sitio oficial del PZPN
- Sitio oficial de la Ekstraklasa SA

- Datos: Q112444
- Multimedia: Ekstraklasa (Poland) 2011/2012 / Q112444